# Chthonius ponsi
Chthonius ponsi är en spindeldjursart som beskrevs av Volker Mahnert 1993. Chthonius ponsi ingår i släktet Chthonius och familjen käkklokrypare. Inga underarter finns listade i Catalogue of Life.